# SAP NetWeaver
SAP NetWeaver – to platforma integracyjna stworzona przez firmę SAP. Umożliwia ona tworzenie, udostępnianie oraz zarządzanie aplikacjami, utworzonymi zarówno przez SAP, jak i innych producentów oprogramowania.
Platforma NetWeaver pozwala na integrację aplikacji, niezależnie od środowiska w jakim zostały zainstalowane (różne systemy operacyjne, różne bazy danych).
SAP NetWeaver wykorzystywany jest przez SAP jako środowisko uruchomieniowe dla rozwiązań biznesowych: systemu SAP ERP, hurtowni danych SAP BI, jak też portalu SAP Netweaver Portal.

## Produkty
Kluczowe produkty wchodzące w skład platformy to:
- SAP NetWeaver Application Server
- SAP NetWeaver Business Intelligence
- SAP NetWeaver Composition Environment (CE)
- SAP NetWeaver Enterprise Portal (EP)
- SAP NetWeaver Identity Management (IdM)
- SAP NetWeaver Master Data Management (MDM)
- SAP NetWeaver Mobile
- SAP NetWeaver Process Integration (PI)

## Narzędzia programistyczne
- ABAP Workbench (SE80)
- SAP NetWeaver Developer Studio (NWDS)
- SAP Netweaver Development Infrastructure (NWDI)
- Visual Composer